# فهرست شخصیت‌های خاطرات خون‌آشام
لیست شخصیت‌های سریال خاطرات خون‌آشام

## شخصیت‌های اصلی
جدول زیر لیست شخصیت‌هایی ست که در یک یا بیش از یک قسمت از شش فصل سریال حاضر شدند. ترتیب اسامی، به ترتیب ارزش گذاری ابتدایی سریال است.
| بازیگر             | نقش              | شمارش | فصل    | فصل    | فصل    | فصل  | فصل   | فصل  |
| بازیگر             | نقش              | شمارش | ۱      | ۲      | ۳      | ۴    | ۵     | ۶    |
| ------------------ | ---------------- | ----- | ------ | ------ | ------ | ---- | ----- | ---- |
| نینا دوبرو 1       | الینا گیلبرت     | 123 2 | اصلی   | اصلی   | اصلی   | اصلی | اصلی  | اصلی |
| نینا دوبرو 1       | کاترین پیرس      | 50    | مکمل   | اصلی   | مکمل   | مکمل | اصلی  |      |
| پل ویسلی 3         | استفن سالواتوره  | 125   | اصلی   | اصلی   | اصلی   | اصلی | اصلی  | اصلی |
| ایان سامرهلدر      | دیمن سالواتوره   | 125   | اصلی   | اصلی   | اصلی   | اصلی | اصلی  | اصلی |
| استیون آر. مک‌کوئین | جرمی گیلبرت      | 97    | اصلی   | اصلی   | اصلی   | اصلی | اصلی  | اصلی |
| سارا کنینگ         | جنا سامرز        | 33    | اصلی   | اصلی   | مهمان  |      | مهمان |      |
| کاترینا گراهام     | بانی بنت         | 96    | اصلی   | اصلی   | اصلی   | اصلی | اصلی  | اصلی |
| کندیس آکولا        | کرولاین فوربس    | 106   | اصلی   | اصلی   | اصلی   | اصلی | اصلی  | اصلی |
| زک روئریگ          | مت داناوان       | 93    | اصلی   | اصلی   | اصلی   | اصلی | اصلی  | اصلی |
| کایلا اوول         | ویکی داناوان     | 14    | اصلی   | مهمان  | مکمل   |      | مهمان |      |
| مایکل تروینو       | تایلر لاکوود     | 75    | اصلی   | اصلی   | اصلی   | اصلی | اصلی  | اصلی |
| مت دیویس           | الاریک سالتزمن   | 63    | اصلی 4 | اصلی 4 | اصلی 4 | مکمل | مکمل  | اصلی |
| جوزف مورگان        | نیکلاوس مایکلسون | 42    |        | مکمل   | اصلی   | اصلی | مهمان |      |
| مایکل مالارکی      | انزو             | 22    |        |        |        |      | مکمل  | اصلی |

* ^ نینا دوبرو در سه قسمت از فصل ۵ در نقش امارا حاضر می‌شود.

* ^  نینا دوبرو همچنان در تمام قسمت‌های سریال حاضر بوده، در دو قسمت از فصل ۵ در نقش الینا گیلبرت بازی نکرده‌است.

* ^  پاول ویسلی یک قسمت از فصل ۴ و هشت قسمت از فصل ۵ در نقش سایلس، و دو قسمت از فصل ۵ در نقش تام اوری حاضر شد.

* ^ از مت دیویس در قسمت‌های ۹-۱۳ از فصل ۱ به عنوان مهمان ویژه نام برده شده‌است.

### الینا گیلبرت
- با بازی :نینا دوبرو و کایلا مدیسون (کودکی)
- نقش اصلی، فصل‌های: ۱-۶.

### کاترین پیرس
- با بازی :نینا دوبرو
- نقش اصلی، فصل‌های: ۱-۵
- در قسمت آخر فصل ۸ به عنوان مهمان

### استفن سالواتوره
- با بازی :پل ویسلی
- نقش اصلی، فصل‌های: 1-8

### دیمن سالواتوره
- با بازی :ایان سامرهلدر
- نقش اصلی، فصل‌های: 1-8

## جرمی گیلبرت
- با بازی :استیون آر. مک‌کوئین
- نقش اصلی، فصل‌های: ۱-۶

جرمی گیلبرت (به انگلیسی: Jeremy Gilbert) یک شخصیت داستانی در خاطرات خون‌آشام است.

وی اولین فرزند گریسون و میراندا گیلبرت و متولد سال ۱۹۹۴ در میستیک فالز است. او برادر خوانده و پسرعموی الینا گیلبرت و یک مدیوم است.

### درباره
- ۲ سال بعد از اینکه والدین او، الینا را به فرزندخواندگی قبول می‌کنند، جرمی به دنیا می‌آید.
- در تابستان ۱۵ سالگی او، پدر و مادرش در جریان یک تصادف بر روی پل والکری، مرده‌اند و جرمی پس از مرگ آن‌ها از مواد مخدر استفاده می‌کند و این موضوع روی تحصیل او نیز اثر می‌گذارد.
- وی هنگام اعتیاد به مواد مخدر به دختری به نام ویکی علاقه‌مند می‌شود اما بعد از مرگ ویکی و نفوذ ذهنی دیمن سالواتوره به او، مواد مخدر را کنار می‌گذارد.
- جرمی یک بار برای تبدیل شدن به خون‌آشام، در حالی که خونِ خون‌آشامی به نام آنا در بدن اوست، مقدار زیادی قرص می‌خورد، اما در واقع خونِ خون‌آشام تأثیر مخرب قرص را از بین می‌برد.
- او رابطه‌ای عاشقانه با دوست خواهرش، بانی بنت آغاز می‌کند.
- جرمی یک بار تصادفاً توسط کلانتر فوربس مورد اصابت گلوله قرار گرفته و می‌میرد، بانی که جادوگر است او را به زندگی برمی‌گرداند و این طلسم باعث می‌شود که جرمی قادر به دیدن ارواح شود.
- پس از ازدیاد مشکل خون‌آشام‌ها در میستیک فالز، او برای زندگی نزد دوستان خانوادگی شان در دنور می‌رود اما وقتی کلاوس محل او را پیدا می‌کند ،الینا و دیمن او را به میستیک فالز برمی‌گردانند.
- جرمی استعداد نقاشی دارد اما بعد از مرگ والدینش دچار افسردگی شده و به مواد مخدر و الکل روی آورده‌است.
- او یک شکارچی خون‌آشام و یکی از اعضای ۵ برادر است.
- در اواسط فصل ۶، او به بهانه تحصیل در آکادمی هنر از میستیک فالز می‌رود اما در واقع دارای لیستی از خون‌آشام‌های خطرناک است تا آن‌ها را بکشد.

### توانایی‌ها
- وی می‌تواند با ارواح و موجودات ماورایی «آن طرف» ارتباط برقرار کرده و با آن‌ها صحبت کند.
- به دلیل یکی از اعضای پنج برادر بودن، هیچ خون‌آشامی نمی‌تواند به او نفوذ ذهنی کند.
- او از قدرت بدنی و ذهنی خوبی برخوردار است.

### جنا سامرز
- با بازی :سارا کنینگ
- نقش اصلی، فصل‌های: ۱-۲
- نقش مکمل، فصل‌های : ۳ و ۵

(با تحریف، بر اساس شخصیت جودیت مکسول از رمان)
جنا سامرز خالهٔ النا و جرمی است. خواهر مادر جرمی، میراندا سامرز گیلبرت. بعد از تصادف و مرگ والدین النا و جرمی، جنا سرپرستی آن دو را به عهده گرفت و به خانهٔ گیلبرت‌ها نقل مکان کرد. او در ابتدا با نقشی که در خانواده به عهده گرفته بود دچار مشکل بود. اما به مرور زمان توانست از عهدهٔ آن بربیاید. جنا شروع به دوستی با لوگان فل کرد، لوگان بعد از این که به خون‌آشام تبدیل شد، توسط الاریک کشته شد. و به جنا گفته شد که لوگان شهر را ترک کرده‌است. جنا و الاریک بعدها با هم دوست شدند.
در فصل دوم جان گیلبرت تلاش می‌کند تا رابطهٔ آن دو را به هم بزند و این باعث می‌شود که جنا احساس کند الاریک با او صادق نیست. جنا در سال ۲۰۱۰ توسط کلاوس به خون‌آشام تبدیل شد، تا در مراسم قربانی استفاده شود. جنا در حین مراسم سعی می‌کند تا جادوگر را بکشد، که مانع قربانی شدن النا شود، که کلاوس جنا را می‌کشد.

### بانی بنت
- با بازی :[[کاترینا گراهام|کت گراهام
- نقش اصلی، فصل‌های: 1-8

(بر اساس بانی مک کالف از رمان)

### کرولاین فوربس
- با بازی :کندیس آکولا و مکنا گریس (کودکی)
- نقش اصلی، فصل‌های: 1-8

(بر اساس کرولاین فوربس از رمان)

### مت داناوان
- با بازی :زک روئریگ
- نقش اصلی، فصل‌های: ۱-۷

(بر اساس متیو هانیکات از رمان)
برادر ویکی داناوان که عاشق الینا گیلبرت است. او از بچگی با الینا دوست بوده و همین باعث عشق او به الینا میشود. پس از اینکه الینا با استفن وارد رابطه میشود، اندکی بعد مت و کرولاین فوربس رابطه‌ی عاشقانه برقرار میکنند ، اندکی بعد مت متوجه میشود که کرولاین خون آشام است و او را ترک میکند

### ویکی داناوان
- با بازی :کایلا اوول
- نقش اصلی، فصل‌های: ۱
- نقش مکمل، فصل‌های : ۲، ۳ و ۵

(با تحریف، بر اساس شخصیت ویکی بنت از رمان)۷

### تایلر لاکوود
- با بازی :مایکل تروینو
- نقش اصلی خاطرات خون‌آشام، فصل‌های: ۱-۶
- نقش مکمل اصیل‌ها، فصل‌های: ۱

(بر اساس تایلر اسمالوود از رمان)
فرزند ریچارد لاک وود شهردار میستیک فالز و کارول لاک وود است. در فصل دوم توسط عمویش میسن که یک گرگینه است متوجه میشود که نفرین گرگینه در خانواده‌ی آنها وجود دارد. تایلر تلاش زیادی میکند که به گرگینه تبدیل نشود. اما کاترین با حقه بازی باعث میشود که تایلر یک نفر را بکشد و به گرگینه تبدیل شود. او در فصل سوم با کارولاین فوربس که خون آشام است وارد رابطه‌ی عاشقانه میشود

### الاریک سالتزمن
- با بازی :مت دیویس
- نقش اصلی، فصل‌های: ۱، ۲، ۳ و ۶
- نقش مکمل، فصل‌های : ۴ و ۵ و ۷

( بر اساس شخصیت الاریک ک. سالتزمن از رمان)

### انزو
- با بازی :مایکل مالارکی
- نقش اصلی، فصل‌های: ۶ و ۷ و8
- نقش مکمل، فصل‌های : ۵

### ایزابل فلمینگ
- با بازی :میا کرشنر

ایزابل مادر بیولوژیکی الینا و یک خون آشام است.او در ۱۶ سالگی بعد از رابطه با جان گیلبرت و بارداری و زایمان، فرزند خود را به برادر جان، گریسون و میراندا گیلبرت واگذار می‌کند تا او را بزرگ کنند.

او همسر الاریک سالتزمن است و پیش از خون آشام شدن بر روی موجودات فرا طبیعی تحقیق می‌کرد.

وی به خواست خود و توسط دیمن سالواتوره به خون آشام تبدیل شد.

### کلانتر الیزابت فوربس
- با بازی :مارگارت مکلن تایر
- نقش مکمل، فصل‌های : ۱-۶

الیزابت "لیز" فوربس  کلانتر میستیک فالز و مادر کرولاین فوربس است.

همسر او بیل فوربس پس از آنکه به همجنس گرایی خود پی برده بود، لیز و کرولاین را به خاطر یک مرد ترک کرد.

الیزابت که یکی از اعضای موسسین شهر است و در تلاش است که میستیک فالز را از خون‌آشام‌ها در امان نگه دارد.بعد از اینکه دیمن از لیز در مقابل حملهٔ خون‌آشام، لکسی برنسون دفاع می‌کند، کلانتر با او دوست می‌شود و اطلاعات زیادی در مورد کارهای شورای موسسین در اخیار او می‌گذارد.

وی در سال ۲۰۱۵ به دلیل سرطان خون درجهٔ ۴ جان باخت.